# Bapaume Post Military Cemetery
Bapaume Post Military Cemetery is een Britse militaire begraafplaats met gesneuvelden uit de Eerste Wereldoorlog, gelegen in de Franse stad Albert in het departement Somme. De begraafplaats ligt aan de Route de Bapaume op 1.8 km ten noordoosten van het stadscentrum (stadhuis). Ze werd ontworpen door Charles Holden en wordt onderhouden door de Commonwealth War Graves Commission. Het terrein heeft een rechthoekig grondplan met een oppervlakte van ruim 2.000 m² en wordt omgeven door een bakstenen muur. Een trap met een tiental lage treden leidt via een open doorgang naar een verhoogd terras met aan de linkerzijde een bakstenen schuilhuisje en aan het einde een stenen zitbank. Het deel met de graven ligt iets lager met in de westelijke hoek het Cross of Sacrifice. 
Er liggen 410 militairen begraven waaronder 181 niet geïdentificeerde. 

## Geschiedenis
De begraafplaats ligt aan de westkant van Tara Hill en ten zuidwesten van Usna Hill en werd soms met deze namen benoemd. In juni 1916 kruiste de frontlinie de weg naar het dorp La Boisselle. De aanval op La Boisselle op 1 juli 1916 was niet succesvol en enkele dagen gingen voorbij voordat het dorp werd ingenomen.
De begraafplaats werd aangelegd door de divisies die in deze sector opereerden en vóór het einde van januari 1917, toen de begraafplaats gesloten werd lagen er 152 graven in perceel I, rij B tot en met I. Op 26 maart 1918 viel de begraafplaats, met de stad Albert, in Duitse handen maar werd tegen het einde van augustus door Britse troepen heroverd.
Na de wapenstilstand werden nog graven vanuit de slagvelden ten oosten en ten westen van de begraafplaats naar hier overgebracht, waaronder veel van de 34th (Tyneside) Division, die op 1 juli 1916 langs de Bapaume-weg aanviel en een deel van de 38th (Welsh) Division, die op 23 augustus 1918 de Usna Hill heroverde.
Onder de geïdentificeerde doden liggen nu 146 Britten, 64 Canadezen, 18 Australiërs en 1Zuid-Afrikaan. Voor drie slachtoffers werden Special Memorials opgericht omdat hun graven niet meer gelokaliseerd konden worden en men neemt aan dat ze zich onder naamloze grafzerken bevinden.

## Graven

### Onderscheiden militairen
- Cecil Wedgwood, majoor bij het North Staffordshire Regiment werd onderscheiden met de Distinguished Service Order (DSO).
- kapitein Walter James Turnbull en luitenant Allan Oliver, beide dienend in de Canadian Field Artillery werden onderscheiden met het Military Cross (MC).
- R.E. Knight, onderluitenant bij het Gloucestershire Regiment en Alexander Alldridge, compagnie sergeant-majoor bij het South Lancashire Regiment werden onderscheiden met de Distinguished Conduct Medal (DCM).
- onderluitenant John Edwin Francis Theodore Bennett, korporaal J.S. Clark, de kanonniers T. Bee en Frederick Walsh en soldaat Arthur Pullen werden onderscheiden met de Military Medal (MM).

### Minderjarige militair
- soldaat Percy George Layzell van de Canadian Field Artillery was 16 jaar toen hij op 14 november 1916 sneuvelde.